# Gaspar de Ávila
Gaspar de Ávila o Dávila (Murcia, finales del siglo XVI – ?, mitad del siglo XVII) fue un poeta y dramaturgo español del Siglo de Oro, que escribió sonetos, décimas y comedias. Formó parte junto con Andrés de Claramonte y Damián Salucio del Poyo de la trilogía de comediógrafos murcianos más importantes de la época. Finalmente, aunque fue un autor exitoso y elogiado en su momento (fue citado por diversos escritores del siglo XVII, entre los cuales destacan Cervantes y Lope), en la crítica reciente es un gran desconocido.

## Biografía
Gaspar de Ávila (o Dávila) nació en la capital murciana, y aunque se desconoce la fecha exacta de su nacimiento, se supone que fue en la última década del siglo XVI, no antes de 1586.
Su madre se llamaba Juana de Perea y su padre, que era escribano y trabajaba en Cartagena, Juan Dávila. Por este motivo, se considera que los orígenes de Gaspar de Ávila se encuentran en la ciudad cartagenera, de la cual se declararon naturales sus hermanos, que fueron varios: Juan Dávila, Nicolás Dávila (poeta y escritor), Ana María Dávila (poeta) y fray Agustín de Ávila (sacerdote agustino y también autor de algunos poemas).
El dramaturgo y poeta vivió en Murcia hasta que se trasladó a Madrid, donde residió como mínimo desde 1613. Además, se conoce que en 1612 ya trabajaba como secretario de la Marquesa del Valle, doña Mencía de la Cerda (años más tarde escribió por su encargo El valeroso español y primero de su casa). Este empleo de secretario también lo ejerció al servicio del Conde de Castellar. En esos primeros años, al mismo tiempo que trabajaba como secretario, el escritor murciano también se dedicaba a escribir poesía; por lo tanto, las primeras evidencias de obra literaria de este autor se encuentran a partir de 1612, año en el que Gaspar de Ávila participó como poeta (con un soneto) en los elogios a la obra La cruz de Albanio Remírez de la Trepera, junto con otros grandes escritores como Lope de Vega. En ese mismo año, además, el poeta dedicó una décima a doña Sebastiana de Sandi, monja de Santa Clara de Madrid.

Mas su condición de calígrafo aún era más conocida que su capacidad de poetizar y componer comedias. Por eso, Ávila fue elogiado varias veces por su talento caligráfico. De hecho, el mismo Lope de Vega escribió en un soneto que “Gaspar tiene el imperio de la letra”. José Pellicer de Salas manifestó: “nuestro insigne Gaspar de Ávila, ingenio tan conocido como venerado dos veces por su pluma y muchas por su lira” y también Cervantes en El viaje del Parnaso (capítulo VII), en 1614, afirmó:
Y con él [Biedma] Gaspar de Ávila, primero

                                                                           secuaz de Apolo, a cuyo verso y pluma

Iciar puede envidiar, temer Sincero
Así pues, en esos años, Ávila seguramente se iniciaba en el teatro y la poesía, pero aún sin haber conseguido la categoría y los éxitos que en años posteriores cosechó.
Al cabo de un año, en 1615, Gaspar de Ávila compuso Las fullerías de amor, considerada la primera comedia del autor y representada por primera vez entre el 8 de julio y el 4 de agosto de aquel mismo año, en el Mesón de la Fruta (Toledo). Esta obra es seguramente una de las más importantes de Ávila –o como mínimo una de las más exitosas– puesto que no solo fue elogiada por Cervantes en Ocho comedias, sino que al cabo de una treintena de años aún aparecía alabada por Gracián. Además, en ese mismo año, Cristóbal Suárez de Figueroa, en su obra Plaza universal de todas las ciencias y artes, mencionó el nombre del autor murciano en un listado de autores españoles de comedias importantes entre los cuales destacan Cervantes y Lope de Vega. Asimismo, en 1615 se creó la Academia poética de Madrid, y según la información de Luis Fernández Guerra, Gaspar de Ávila fue uno de los ingenios que la componían, junto con grandes autores como Lope de Vega, Mira, Guillén de Castro, etc.
En los años siguientes, el dramaturgo murciano siguió componiendo sonetos y comedias (por ejemplo, en 1624 el Venerable Barnardino de Obregón), del tal modo que alrededor de 1630 su producción literaria ya era muy amplia, reconocida y exitosa.
Los elogios, pues, no faltaron: en 1627, Mendoza y Fernando de Vera lo describieron en el Panegírico de la poesía como un gran cómico; en 1630, Polo de Medina destacaba el honor que representaba para la ciudad de Murcia la existencia de literatos de la categoría de Ávila; y finalmente, en el poema El laurel de Apolo de Lope de Vega también aparece citado Gaspar de Ávila, aunque no como dramaturgo, sino solo como poeta y calígrafo (“porque son sus caracteres tan bellos”).
Los siguientes años, Ávila siguió siendo un personaje muy activo en la cultura de su tiempo, ya que aún escribió varios poemas de circunstancias (sobre todo décimas y sonetos), entre los que cabe destacar un soneto a los Elogios panegíricos a la muerte de Lope de Vega. Además, en el año 1637 se editaron algunos de sus poemas en la Academia burlesca del Buen Retiro. Finalmente, la última publicación poética en vida de Gaspar de Ávila fue un soneto en la Pompa funeral… en la muerte de doña Isabel de Borbón, en 1645.
Aun así, se siguieron editando (o incluso reeditando) comedias que ya habían sido representadas anteriormente, pero no publicadas, como es el caso de El familiar sin demonio (1647), La sentencia de firma (1652), etc. En estas fechas, J. T. Medina supone que el autor murciano aún estaba vivo.
Finalmente, Gaspar de Ávila murió seguramente antes de 1656, puesto que en esta fecha Antonio Enríquez Gómez, en el prólogo del poema Sansón Heroico, se refiere en pasado al dramaturgo, al que define como un autor inolvidable: “no olvido […] Gaspar de Ávila […] y otros muchos que con acierto grande escribieron comedias”. Así pues, el comediógrafo murciano murió alrededor de los setenta años.
No obstante, hasta 1668 se siguieron publicando algunas de sus obras, como por ejemplo El gobernador prudente o El valeroso español y primero de su casa.

## Obra
Gaspar de Ávila, comediógrafo de los Siglos de Oro, cuya intención era entretener y divertir al público, destacó por su producción teatral y dramática; en cambio, con sus obras no dramáticas, a pesar de su sutileza y perfección, no adquirió la misma fama.
Por una parte, su producción no dramática se caracteriza concretamente por los poemas de circunstancia que son un conjunto de diecinueve composiciones poéticas (una de ellas desaparecida) las cuales podemos dividir en ocho décimas, cinco sonetos y otras composiciones cuyas métricas siguen las normas de la Academia burlesca, donde se impone el tema y la métrica al poeta. Todos estos poemas se dividen en elogios al autor mismo, a su libro o a un mecenas y declaran su admiración por el arte. Hay otros poemas que son de temática funeraria, dos de ellos dedicados a su compañero Lope, donde utiliza recursos como antítesis, paradojas o juegos de palabras sobre la muerte y la vida.

### Obras no dramáticas

#### Cronología y reseña bibliográfica
1612:
- Décima a doña Sebastiana de Sandi.
- Soneto a Albanio Ramírez de la Trepera. (en La cruz de Ramírez de a Trepera, Madrid, Juan de la Cuesta).

1617:
- Soneto al túmulo de Bernardo [de Sandoval]. (En Descripción de la capilla del Sagrario de Toledo de Pedro de Herrera, Madrid)

1635:
- Décima a Manuel Gallegos y al duque de Braganza. (en Templo da memoria de Manoel de Galhegos. Lisboa, Lourenço Croesbeeck)
- Décimas (2) a Pacheco de Narváez, en alabanza de doña Catalina Chacón. (en Historia ejemplar d las dos constantes mujeres españolas de Luis Pacheco

de Narváez, Madrid, imprenta del Reino)
- Soneto al Salón.(en Elogios al Palacio real del Buen Retiro de Diego Covarrubias y Leyva. Madrid, Imprenta del Reino).

1636:
- Décimas (2) a Fernando Pérez Pericón. (en su libro Descripción de la muy noble y más antigua ciudad de Gibraltar. Madrid, Imprenta del Reino).
- Décimas (6) al sepulcro de Lope Félix de Vega Carpio. (En Elogios panegíricos a la muerte de Lope de vega de Pérez de Montalbán).

- Soneto (epigrama) hablando con un peregrino (en el mismo libro)

1637:
- Glosa, canción a don Diego Covarrubias, epigramas (2) sobre la necedad, y romance contra los médicos. (en Academia burlesca del buen Retiro, editada por A. Pérez Gómez, Tipografía moderna, Valencia 1952).

1638:
- Décima a Bernardito Blancalana. (en su libro Historia de la sagrada imagen de Cristo crucificado que está en la nobilísima ciudad de Luca…Madrid)

1639:
- Décima a Pérez de Montalbán. (En Lágrimas panegíricas en la muerta del doctor Juan Pérez de Montalbán de Grande de Tena. Madrid).

1645:
- Soneto a Isabel de Borbón. (En Honras y exequias en la muerte de la reina doña Isabel de Borbón.Madrid).

Por otras parte, sus obras teatrales aunque no han llegado enteras a la actualidad hay constancia en especial de las comedias. En la mayoría de estas se repiten muchas características, por ejemplo: la utilización de la métrica octosílaba en redondillas, romances, quintillas o décimas; los temas principales o características de los personajes, como la idea de que el hijo es inferior al padre, etc.; y además hay muchos referentes históricos o mitológicos. Grosso modo, son comedias de enredo, aunque hay algunas que también tratan otros temas. Por esto, las obras teatrales de Gaspar de Ávila se pueden clasificar según la temática:

### Obras dramáticas

#### Comedias de santos
Bernardino de Obregón.

#### Comedias históricas
El gobernador prudente (D. García Hurtado de Mendoza)
El valeroso español  (Hernán Cortés)
La sentencia sin firma (El gran Séneca de España: Felipe II)

#### Comedias de enredo.

##### De fondo histórico nacional
Servir sin lisonja (Alfonso X)
El respeto en el ausencia (Felipe I)
Venga lo que viniere (Infante D. Fernando de Aragón)

##### Extranjeras
La dicha por malos medios (Hungría)

##### Comedias urbanas
Las fullerías de amor.
El familiar sin demonio.
El iris de las pendencias.
Los pocos ejemplos de obras teatrales que se han encontrado, muestran que Gaspar de Ávila se decanta por la comedia de enredo. Esta se caracteriza por confundir al lector mediante las acciones de los protagonistas. Habitualmente los personajes principales son quienes conducen al enredo, aunque a veces este puede ser causado por los secundarios los cuales lo pueden hacer de forma intencionada o no, pero en ambos casos la acción se resuelve con un final sorprendente aunque necesario. Además debe haber una relación amorosa que enreda aún más las cosas y siempre da un toque de realidad a los hechos mágicos e inimaginables que se explican.
Gaspar de Ávila también es partidario de la Comedia Nueva de Lope y como él, mezcla lo trágico y lo cómico, realizando variaciones en la unidad de tiempo, acción y lugar, como por ejemplo en Benardino de Obregón donde se mantiene la unidad de acción, pero no la de tiempo. Además, también varía el orden de los tres actos. Su objetivo es imitar a los humanos y sus acciones en la vida cotidiana, en la realidad, pero es una realidad que Lope define como “Guárdese de imposibles, porque es máxima que sólo ha de imitar lo verosímil”. No obstante, De Ávila no estaba totalmente predispuesto a aceptar las novedades de la Comedia Nueva.

## Personajes
Gaspar de Ávila con los personajes utiliza metáforas, hipérboles, refranes… es decir, utiliza el lenguaje y recursos estilísticos adaptados a cada personaje y a su papel. Además tiene varios personajes que aparecen de maner fija en sus obras:

### Personajes protagonistas
- La dama: hermosa, discreta y audaz. Mantiene su amorío en secreto, y utiliza distintas tretas para conseguirlo.
- Los dos galanes: principalmente pelean por la dama. Son caballeros fuertes y valientes, que participan en las guerras.
- El criado y la criada: él puede ser cobarde, inteligente, astuto… La criada acompaña a su dama y la aconseja. Los dos criados forman un amor paralelo y paródico al de la dama y el galán.

- El gracioso: fiel a su señor, siempre lo acompaña y le ayuda en sus intervenciones en público. Es inteligente, avaricioso y codicioso. Es el antagonista del galán.

### Personajes secundarios
- El rey: destaca por ser viejo e injusto
- El padre: cuida de su hija, la dama, y de su honor

## Estilo
Respecto a la métrica, utiliza un verso octosílabo sencillo por eso utiliza redondillas, quintillas, décimas y romances. Tiende a usar un tipo de lengua y estilo que se caracteriza por ser muy descuidado, lleno de vulgarismos y de recursos estilístico barrocos; como por ejemplo: la hipérbole o la metáfora y la descripción del amor como una experiencia mística, entre otros.
Por lo tanto, su teatro se suele apreciar como de baja calidad estética, pero con el cual combina de forma perfecta el enredo y la resolución del conflicto.